# Campionati del mondo di atletica leggera indoor 2024 - 800 metri piani maschili
La gara degli 800 metri piani maschili dei campionati del mondo di atletica leggera indoor 2024 si è svolta tra il 1º e il 3 marzo.

## Podio
| Pos.    | Atleta         | Nazionalità | Tempo   |
| ------- | -------------- | ----------- | ------- |
| Oro     | Bryce Hoppel   | Stati Uniti | 1'44"92 |
| Argento | Andreas Kramer | Svezia      | 1'45"27 |
| Bronzo  | Eliott Crestan | Belgio      | 1'45"32 |

## Situazione pre-gara

### Record
Prima di questa competizione, il record del mondo indoor e il record dei campionati erano i seguenti.
| Record                | Prestazione | Atleta                    | Data e luogo                 | Competizione                     |
| --------------------- | ----------- | ------------------------- | ---------------------------- | -------------------------------- |
| Record mondiale       | 1'42"67     | Wilson Kipketer Danimarca | 9 marzo 1997 Parigi, Francia | Campionati del mondo indoor 1997 |
| Record dei campionati | 1'42"67     | Wilson Kipketer Danimarca | 9 marzo 1997 Parigi, Francia | Campionati del mondo indoor 1997 |

### Campioni in carica
I campioni in carica a livello mondiale erano:
| Campione        | Atleta                | Prestazione | Data e luogo                   | Competizione                     |
| --------------- | --------------------- | ----------- | ------------------------------ | -------------------------------- |
| Olimpico        | Emmanuel Korir Kenya  | 1'45"06     | 4 agosto 2021 Tokyo, Giappone  | Giochi della XXXII Olimpiade     |
| Mondiale indoor | Mariano García Spagna | 1'46"20     | 19 marzo 2022 Belgrado, Serbia | Campionati del mondo indoor 2022 |

## Risultati

### Finale
La finale si è tenuta il 19 marzo alle ore 19:12.
| Pos | Atleta            | Nazionalità | Tempo   | Note                                     |
| --- | ----------------- | ----------- | ------- | ---------------------------------------- |
|     | Bryce Hoppel      | Stati Uniti | 1'44"92 | Miglior prestazione mondiale stagionale  |
|     | Andreas Kramer    | Svezia      | 1'45"27 | Miglior prestazione personale stagionale |
|     | Eliott Crestan    | Belgio      | 1'45"32 |                                          |
| 4   | Catalin Tecuceanu | Italia      | 1'46"39 |                                          |
| 5   | Mariano García    | Spagna      | 1'48"77 |                                          |
|     | Benjamin Robert   | Francia     | dq      | TR17.2.4                                 |